# Ceratochaetops
Ceratochaetops – rodzaj muchówek z rodziny rączycowatych (Tachinidae).

## Wybrane gatunki
- C. delphinensis (Villeneuve, 1931)
- C. triseta (Villeneuve, 1922)[1]